# وینتو
وینتو (به اسپانیایی: Vinto) یک شهر در بولیوی است که در Vinto Municipality واقع شده‌است. وینتو ۵۱٬۹۶۸ نفر جمعیت دارد و ۲٬۵۵۳ متر بالاتر از سطح دریا واقع شده‌است.